# Gerd Möller (Lehrer)
Gerd Möller (* 28. April 1938 in Lüdenscheid) ist ein deutscher Schulleiter im Ruhestand und Autor.

## Leben
Im Anschluss an das Abitur am Zeppelin-Gymnasium in Lüdenscheid ging Gerd Möller 1959 zur Bundeswehr und studierte anschließend in München Film- und Fernsehwissenschaften. Nach einem Jahr kehrte er in seine Heimatstadt zurück, wo er in der elterlichen Lackfabrik die Lehre zum Industriekaufmann absolvierte. Daraufhin nahm er in Innsbruck das Studium der Staatswissenschaften auf, das er mit einer Promotion beendete. Er kehrte erneut nach Lüdenscheid und in den Familienbetrieb zurück, dieses Mal als Verkaufsleiter. Nach zwei Jahren wechselte er nach Dortmund, wo er ab 1974 Leiter der privaten Kaufmännischen Schule Pipke und in den neunziger Jahren Studiendirektor an einem Berufskolleg war.
In seinem ersten Buch Erinnerungen einer Mutter von fünf Söhnen hat er aus dem Gedächtnis die verlorenen, ursprünglich auf losen Blättern notierten Tagebucheinträge seiner Mutter veröffentlicht. Gut zwei Jahre später folgte 2014 seine Autobiographie Das Leben ist ein Streichelzoo.
Als einer von zwei Geigensolisten trat Gerd Möller mit dem Lüdenscheider Jugendorchester im Rahmen Expo 58 auf, der Weltausstellung in Brüssel. Er ist ein Mitgründer des Vereins Deutsche Sprache.

## Veröffentlichungen
- Erinnerungen einer Mutter von fünf Söhnen. Dortmunder Buch, Dortmund 2012, ISBN 978-3-9812130-5-8.
- Das Leben ist ein Streichelzoo. Dortmunder Buch, Dortmund 2014, ISBN 978-3-9812130-9-6.